# Thelacantha brevispina
Thelacantha brevispina is een spinnensoort uit de familie van de wielwebspinnen (Araneidae).
De wetenschappelijke naam van de soort werd in 1857 als Plectana brevispina gepubliceerd door Carl Ludwig Doleschall.